# Austrocroce longipennis
Austrocroce longipennis is een insect uit de familie van de Nemopteridae, die tot de orde netvleugeligen (Neuroptera) behoort. 
Austrocroce longipennis is voor het eerst wetenschappelijk beschreven door Navás in 1910.